# Georg Schackert
Georg Schackert (* unbekannt; † 14. Oktober 1875 in München) war ein bayerischer Jurist.
Schackert war rechtskundiger Magistratsrat in Würzburg. 1875 wurde er im Wahlkreis „Würzburg I“ für die Partei Vereinigte Liberale in die Abgeordnetenkammer des Bayerischen Landtags gewählt, verstarb aber noch im gleichen Jahr.